# Těchonice
Těchonice jsou malá vesnice, část města Nalžovské Hory v okrese Klatovy v Plzeňském kraji. Nachází se asi čtyři kilometry severovýchodně od Nalžovských Hor. Těchonice je také název katastrálního území o rozloze 3,03 km².

## Historie
První písemná zmínka o vesnici pochází z roku 1331.

## Obyvatelstvo
| Rok            | 1869 | 1880 | 1890 | 1900 | 1910 | 1921 | 1930 | 1950 | 1961 | 1970 | 1980 | 1991 | 2001 | 2011 | 2021 |
| -------------- | ---- | ---- | ---- | ---- | ---- | ---- | ---- | ---- | ---- | ---- | ---- | ---- | ---- | ---- | ---- |
| Počet obyvatel | 286  | 316  | 267  | 265  | 286  | 258  | 206  | 155  | 129  | 88   | 71   | 63   | 52   | 42   | 42   |
| Počet domů     | 40   | 45   | 46   | 46   | 47   | 46   | 48   | 45   | 37   | 33   | 28   | 37   | 38   | 39   | 39   |

## Obecní správa
Při sčítání lidu v letech 1850–1980 Těchonice byly samostatnou obcí, se kterým patřily nejprve do okresu Klatovy, ale v roce 1950 v okrese Horažďovice a od roku 1960 opět v okrese Klatovy. Od 1. července 1980 jsou částí města Nalžovské Hory v okrese Klatovy. V letech 1850–1889 k obci patřily Strážovice, v letech 1850–1889 a od 1. ledna 1976 do 30. června 1980 Neprochovy a od 1. července 1975 do 30. června 1980 také Žďár.

## Pamětihodnosti
- Kostel svatých Filipa a Jakuba
- Stará škola - kulturní památka od roku 2021

## Galerie

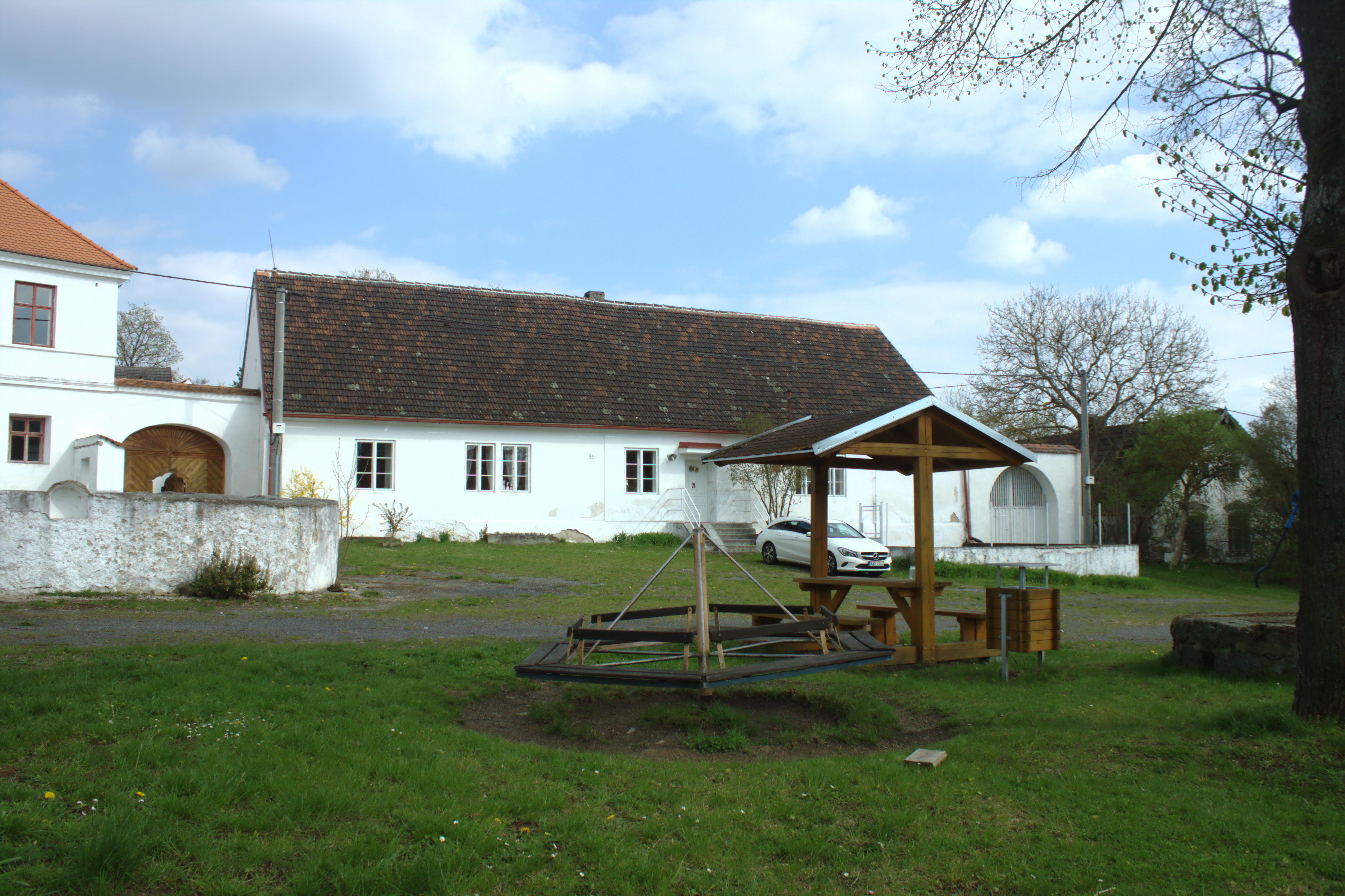
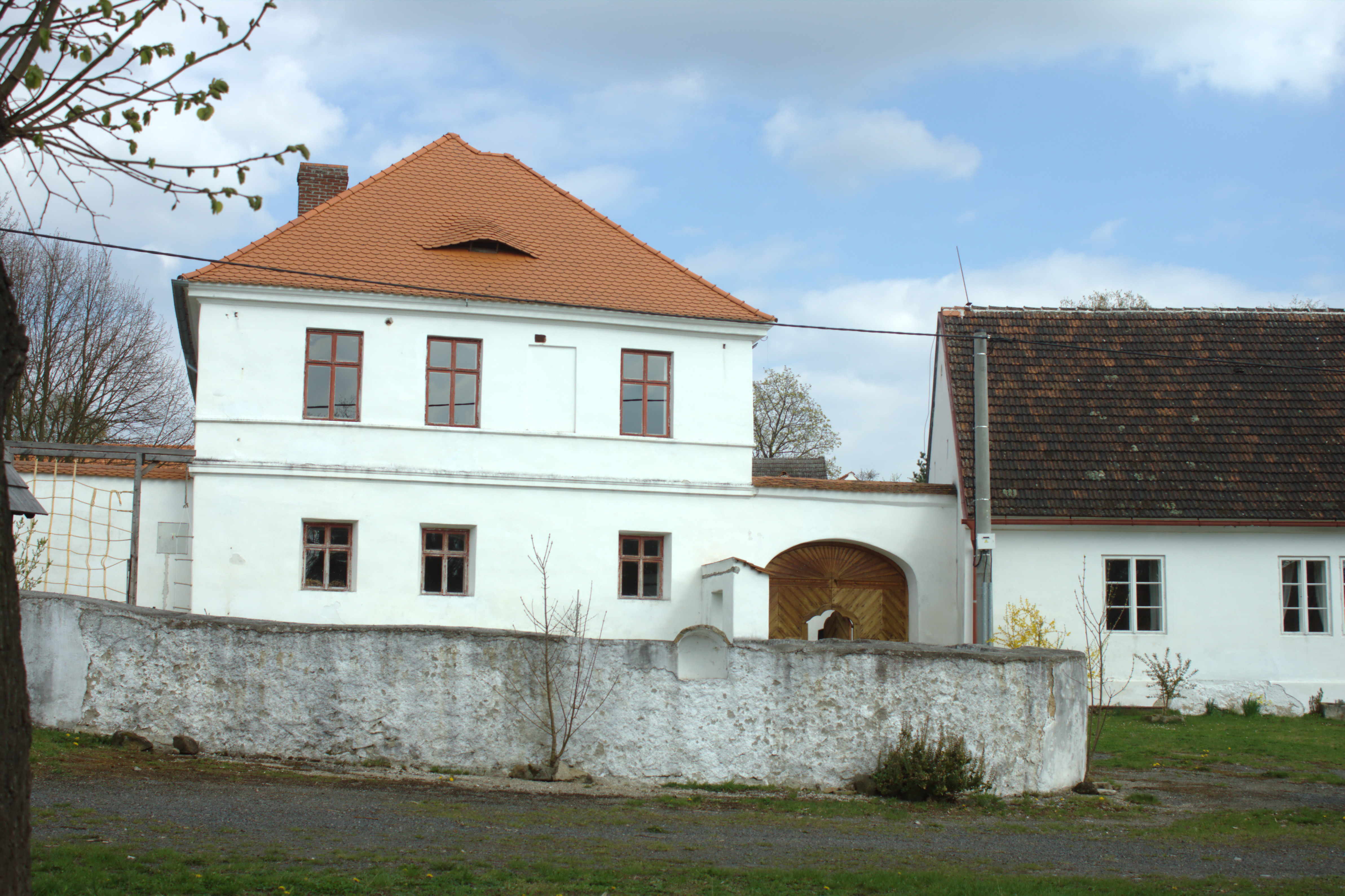
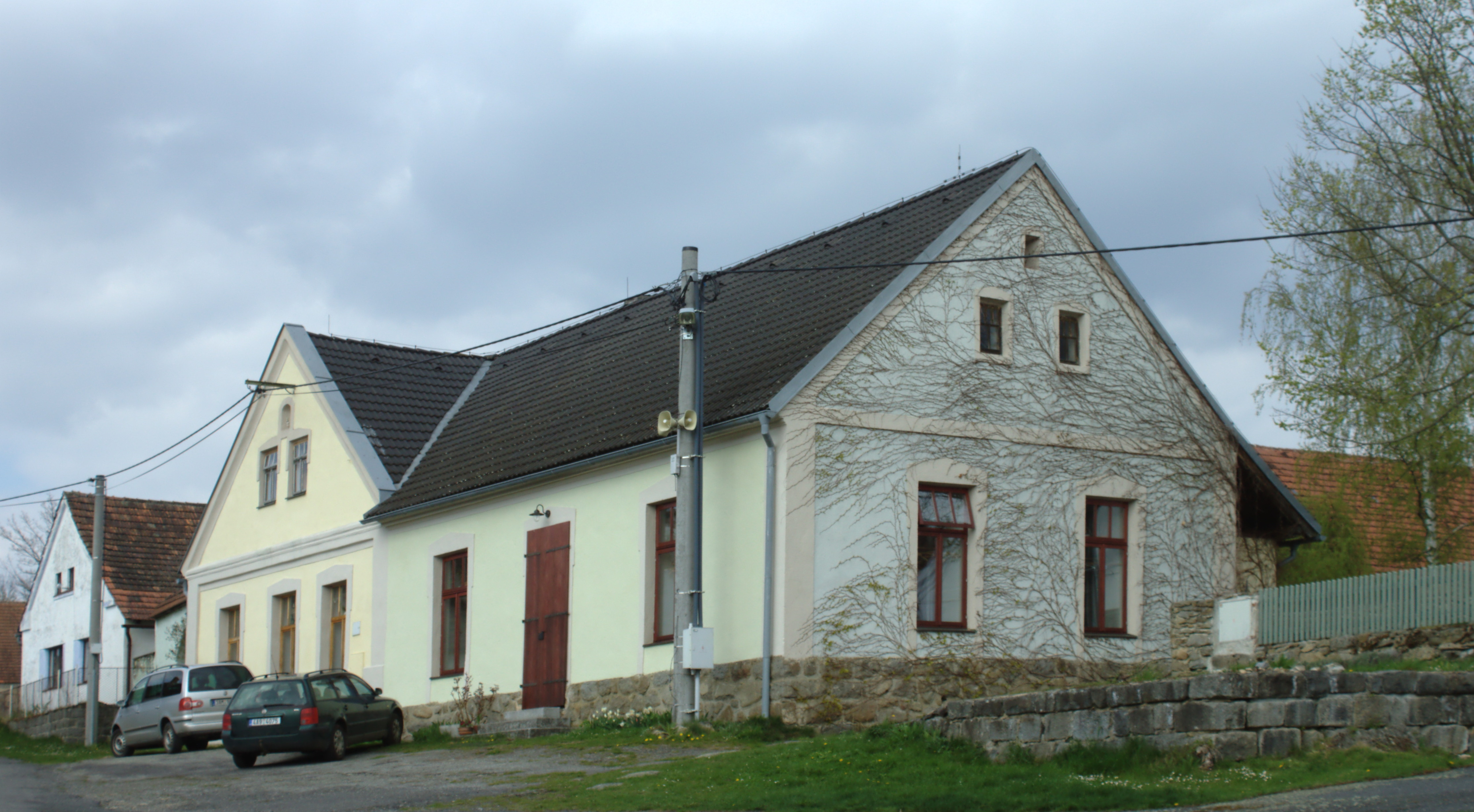